# Curculionoidea

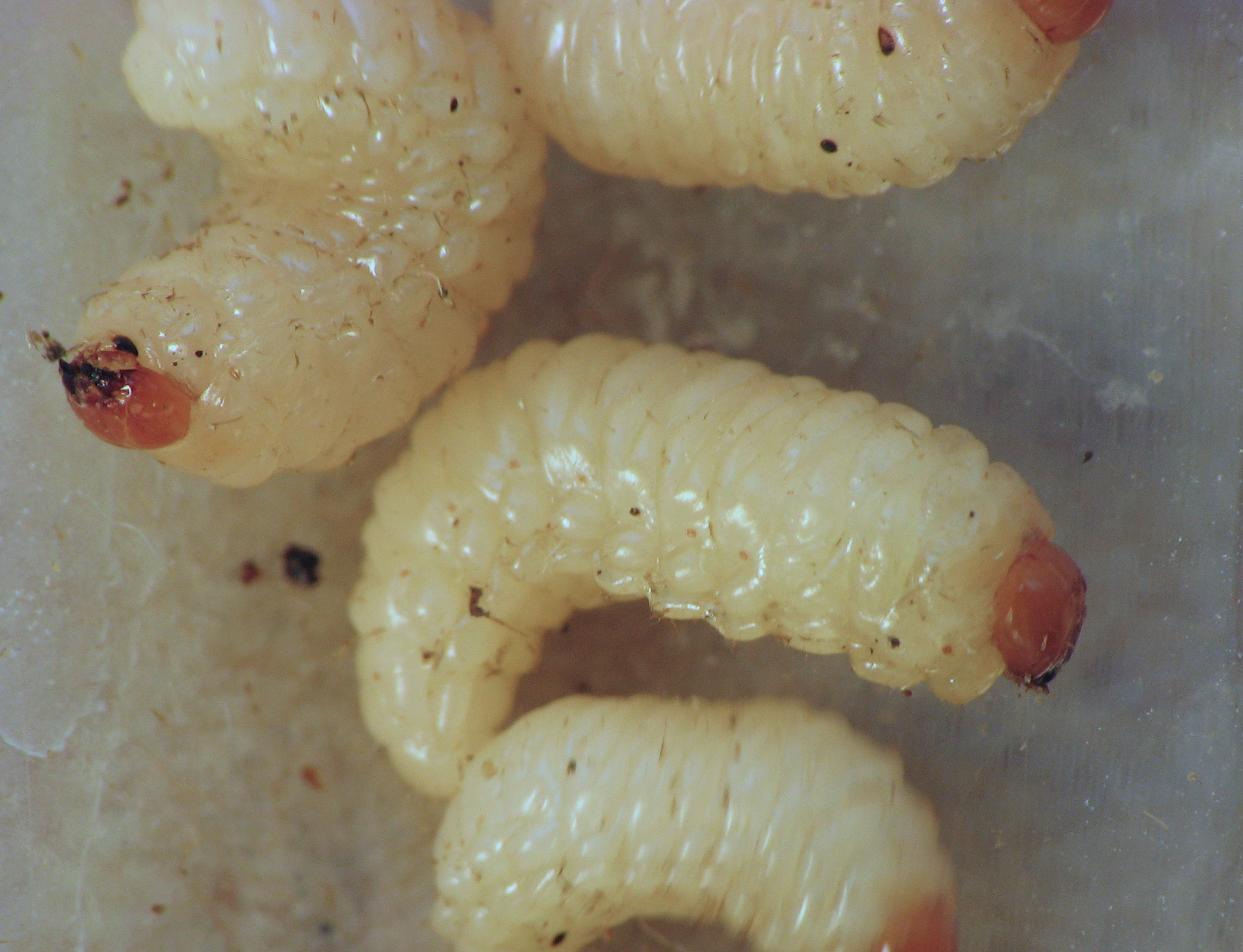
Larvas de Curculio

Curculionoidea es una superfamilia de coleópteros herbívoros del infraorden Cucujiformia, que comprende más de 60 000 especies (tantas como los vertebrados) conocidas comúnmente como gorgojos. La mayoría tienen la cabeza alargada en forma de pico y se alimentan de materia vegetal diversa, pudiendo algunos causar daños en los cultivos y productos alimenticios almacenados.

## Características
La característica morfológica más notable, no siempre evidente, es la prolongación de la cabeza en un proceso alargado, llamado rostro o probóscide, que en la terminología común es a menudo denominado pico o trompa. El rostro puede ser desde muy corto e indistinguible hasta muy largo y estrecho. En el ápice del rostro se articulan los apéndices del aparato bucal masticador y a los lados las antenas. Las formas son muy variables desde ampliamente ovaladas a alargadas, y desde ligeramente aplanadas a muy convexas. La longitud puede ser de 1 a 80 mm, pero la mayoría son de 2 a 20 mm.  Los colores pueden ser diversos, pero lo más común es el negro, gris o el castaño oscuro, y menos frecuentemente otros colores.

## Historia natural
No solo es uno de los grupos más importantes de coleópteros por su número, sino también por su importancia económica. Son mayormente fitófagos estrictos, pudiendo alimentarse específicamente de tallos, hojas, raíces, frutos, etc., de casi cualquier tipo de plantas, terrestres o de agua dulce. Frecuentemente tienen un rango estrecho de especies de plantas hospederas aprovechables. Muchas especies, que son plagas serias de plantas agrícolas, forestales u ornamentales, o de alimentos almacenados, tienen nombres comunes muy conocidos (tetuán del boniato, gorgojo del algodón, picudos, minadores, etc.).

## Filogenia
Se ha demostrado que la radiación evolutiva de especies de gorgojos generalmente ha seguido los pasos a la evolución de las plantas de las que ellos se alimentan. Una filogenia de las familias de Curculionoidea basada en datos de secuencia de ADN ribosómico 18S y de morfología (Marvaldi et al. 2002) se presenta así:
|  | Nemonychidae |
|  |              |
|  | Anthribidae  |
|  |              |

|  | Caridae                                                     |
|  |                                                             |
|  | \| \| Brentidae \| \| \| \| \| \| Curculionidae \| \| \| \| |
|  |                                                             |
|  | Brentidae                                                   |
|  |                                                             |
|  | Curculionidae                                               |
|  |                                                             |

|  | Brentidae     |
|  |               |
|  | Curculionidae |
|  |               |

|  | Caridae                                                     |
|  |                                                             |
|  | \| \| Brentidae \| \| \| \| \| \| Curculionidae \| \| \| \| |
|  |                                                             |
|  | Brentidae                                                   |
|  |                                                             |
|  | Curculionidae                                               |
|  |                                                             |

|  | Brentidae     |
|  |               |
|  | Curculionidae |
|  |               |

|  | Caridae                                                     |
|  |                                                             |
|  | \| \| Brentidae \| \| \| \| \| \| Curculionidae \| \| \| \| |
|  |                                                             |
|  | Brentidae                                                   |
|  |                                                             |
|  | Curculionidae                                               |
|  |                                                             |

|  | Brentidae     |
|  |               |
|  | Curculionidae |
|  |               |

|  | Caridae                                                     |
|  |                                                             |
|  | \| \| Brentidae \| \| \| \| \| \| Curculionidae \| \| \| \| |
|  |                                                             |
|  | Brentidae                                                   |
|  |                                                             |
|  | Curculionidae                                               |
|  |                                                             |

|  | Brentidae     |
|  |               |
|  | Curculionidae |
|  |               |

|  | Nemonychidae |
|  |              |
|  | Anthribidae  |
|  |              |

|  | Caridae                                                     |
|  |                                                             |
|  | \| \| Brentidae \| \| \| \| \| \| Curculionidae \| \| \| \| |
|  |                                                             |
|  | Brentidae                                                   |
|  |                                                             |
|  | Curculionidae                                               |
|  |                                                             |

|  | Brentidae     |
|  |               |
|  | Curculionidae |
|  |               |

|  | Caridae                                                     |
|  |                                                             |
|  | \| \| Brentidae \| \| \| \| \| \| Curculionidae \| \| \| \| |
|  |                                                             |
|  | Brentidae                                                   |
|  |                                                             |
|  | Curculionidae                                               |
|  |                                                             |

|  | Brentidae     |
|  |               |
|  | Curculionidae |
|  |               |

|  | Caridae                                                     |
|  |                                                             |
|  | \| \| Brentidae \| \| \| \| \| \| Curculionidae \| \| \| \| |
|  |                                                             |
|  | Brentidae                                                   |
|  |                                                             |
|  | Curculionidae                                               |
|  |                                                             |

|  | Brentidae     |
|  |               |
|  | Curculionidae |
|  |               |

|  | Caridae                                                     |
|  |                                                             |
|  | \| \| Brentidae \| \| \| \| \| \| Curculionidae \| \| \| \| |
|  |                                                             |
|  | Brentidae                                                   |
|  |                                                             |
|  | Curculionidae                                               |
|  |                                                             |

|  | Brentidae     |
|  |               |
|  | Curculionidae |
|  |               |

## Caracteres distintivos
Algunos caracteres para distinguir familias de gorgojos son: 
| Labro visible como segmento separado del clípeo                                        | Anthribidae, Nemonychidae |
| Antenas flexionadas                                                                    | La mayoría de los Curculionidae, y Nanophyini (de los Apioninae)                                                                    |
| Trocánter (segmento entre coxa y fémur) igual o más largo que la coxa                  | Apioninae (incluyendo Nanophyini)                                                                                                   |
| Tibia delantera con peine de setas en surco apical opuesto a la articulación del tarso | Belidae |
| Élitros estriados (con cordonaduras o surcos longitudinales)                           | Brentidae, Curculionidae, Rhinorhynchinae                                                                                           |
| Rostro corto y ancho                                                                   | Anthribidae, algunos Curculionidae (algunos Brachycerinae incluyendo Ithycerus o gorgojo de Nueva York, Scolytinae y Platypodinae). |
| Palpos maxilares largos y proyectados (visibles desde arriba en la punta del rostro)   | Anthribidae, Nemonychidae |
| Tergitos abdominales VI y VII sin espiráculos                                          | Caridae |
| Sutura gular (en la parte ventral de la cabeza) única, no doble                        | Attelabidae, Brentidae, Curculionidae.                                                                                              |

## Taxonomía
Debido a que existen tantas especies y tanta diversidad, la clasificación superior de los curculionoides aún presenta variaciones frecuentes (Thompson, 1992; Zimmerman, 1994; Kuschel, 1995; Lawrence y Newton, 1995; Alonso-Zarazaga y Lyal, 1999).  Los gorgojos se dividen generalmente en dos divisiones mayores: los Orthoceri o gorgojos primitivos, y los Gonatoceri o “verdaderos gorgojos” (Curculionidae). Zimmerman  (1994) propuso una tercera división, los Heteromorphi, para varias formas intermedias. Los gorgojos primitivos se distinguen por tener antenas no flexionadas, mientras que los “verdaderos gorgojos” las tienen flexionadas al final del escapo (primer segmento de la antena), el que suele ser mucho más largo que los otros segmentos. Existen algunas excepciones. Nanophyini son gorgojos primitivos (con trocánteres muy largos)  que sin embargo tienen escapos largos y antenas geniculadas. De los “verdaderos gorgojos”, Gonipterinae y Ramphus tienen escapos cortos y poca o ninguna flexión de la antena.
El sistema de clasificación más reciente al nivel de familia es el aportado por Kuschel (1995), con actualizaciones de Marvaldi et al. (2002), usando análisis filogenéticos. Las familias aceptadas son Anthribidae, Attelabidae, Belidae, Brentidae, Caridae y Nemonychidae, que son los gorgojos primitivos, y Curculionidae que son los verdaderos gorgojos. La mayoría de los demás grupos de gorgojos antes  considerados familias fueron demovidos a subfamilias o tribus.
El trabajo más reciente sobre la taxonomía de los coleópteros propone la siguiente clasificación de los curculionoideos, hasta el nivel de subfamilia:
- Familia Nemonychidae Bedel, 1882
  - Subfamilia Nemonychinae Bedel, 1882
  - Subfamilia Cimberidinae Gozis, 1882
  - Subfamilia Rhinorhynchinae Voss, 1922
  - Subfamilia Slonikinae † Zherikhin, 1977
  - Subfamilia Eccoptarthrinae † Arnoldi, 1977
  - Subfamilia Brenthorrhininae † Arnoldi, 1977
  - Subfamilia Distenorrhininae † Arnoldi, 1977
  - Subfamilia Eobelinae † Arnoldi, 1977
  - Subfamilia Paleocartinae † Legalov, 2003
  - Subfamilia Metrioxenoidinae † Legalov, 2009
  - Subfamilia Cretonemonychinae † Gratshev and Legalov, 2009
  - Subfamilia Selengarhynchinae † Gratshev and Legalov, 2009
- Familia Anthribidae Billberg, 1820
  - Subfamilia Anthribinae Billberg, 1820
  - Subfamilia Choraginae Kirby, 1819
  - Subfamilia Urodontinae Thomson, 1859
- Familia Ulyanidae † Zherikhin, 1993
- Familia Belidae Schönherr, 1826
  - Subfamilia Belinae Schönherr, 1826
  - Subfamilia Oxycoryninae Schönherr, 1840
- Familia Caridae Thompson, 1992
  - Subfamilia Carinae Thompson, 1992
  - Subfamilia Chilecarinae Legalov, 2009
  - Subfamilia Baissorhynchinae † Zherikhin, 1993
- Familia Attelabidae Billberg, 1820
  - Subfamilia Attelabinae Billberg, 1820
  - Subfamilia Apoderinae Jekel, 1860
  - Subfamilia Rhynchitinae Gistel, 1848
  - Subfamilia Isotheinae Scudder, 1893
  - Subfamilia Pterocolinae Lacordaire, 1865
- Familia Brentidae Billberg, 1820
  - Subfamilia Brentinae Billberg, 1820
  - Subfamilia Eurhynchinae Lacordaire, 1863
  - Subfamilia Apioninae Schönherr, 1823
  - Subfamilia Ithycerinae Schönherr, 1823
  - Subfamilia Microcerinae Lacordaire, 1863
  - Subfamilia Nanophyinae Gistel, 1848
- Familia Dryophthoridae Schönherr, 1825
  - Subfamilia Dryophthorinae Schönherr, 1825
  - Subfamilia Cryptodermatinae Bovie, 1908
  - Subfamilia Orthognathinae Lacordaire, 1865
  - Subfamilia Rhynchophorinae Schönherr, 1833
  - Subfamilia Stromboscerinae Lacordaire, 1865
- Familia Brachyceridae Billberg, 1820
  - Subfamilia Brachycerinae Billberg, 1820
  - Subfamilia Cryptolarynginae Schalkwyk, 1966
  - Subfamilia Erirhininae Schönherr, 1825
  - Subfamilia Ocladiinae Lacordaire, 1865
  - Subfamilia Raymondionyminae Reitter, 1913
- Familia Curculionidae Latreille, 1802
  - Subfamilia Curculioninae Latreille, 1802
  - Subfamilia Bagoinae Thomson, 1859 nomen protectum
  - Subfamilia Baridinae Schönherr, 1836
  - Subfamilia Ceutorhynchinae Gistel, 1848
  - Subfamilia Conoderinae Schönherr, 1833
  - Subfamilia Cossoninae Schönherr, 1825
  - Subfamilia Cryptorhynchinae Schönherr, 1825
  - Subfamilia Cyclominae Schönherr, 1826
  - Subfamilia Entiminae Schönherr, 1823
  - Subfamilia Hyperinae Marseul, 1863 (1848)
  - Subfamilia Lixinae Schönherr, 1823
  - Subfamilia Mesoptiliinae Lacordaire, 1863
  - Subfamilia Molytinae Schönherr, 1823
  - Subfamilia Orobitidinae Thomson, 1859
  - Subfamilia Xiphaspidinae Marshall, 1920
  - Subfamilia Scolytinae Latreille, 1804
  - Subfamilia Platypodinae Shuckard, 1839

## Galería de imágenes

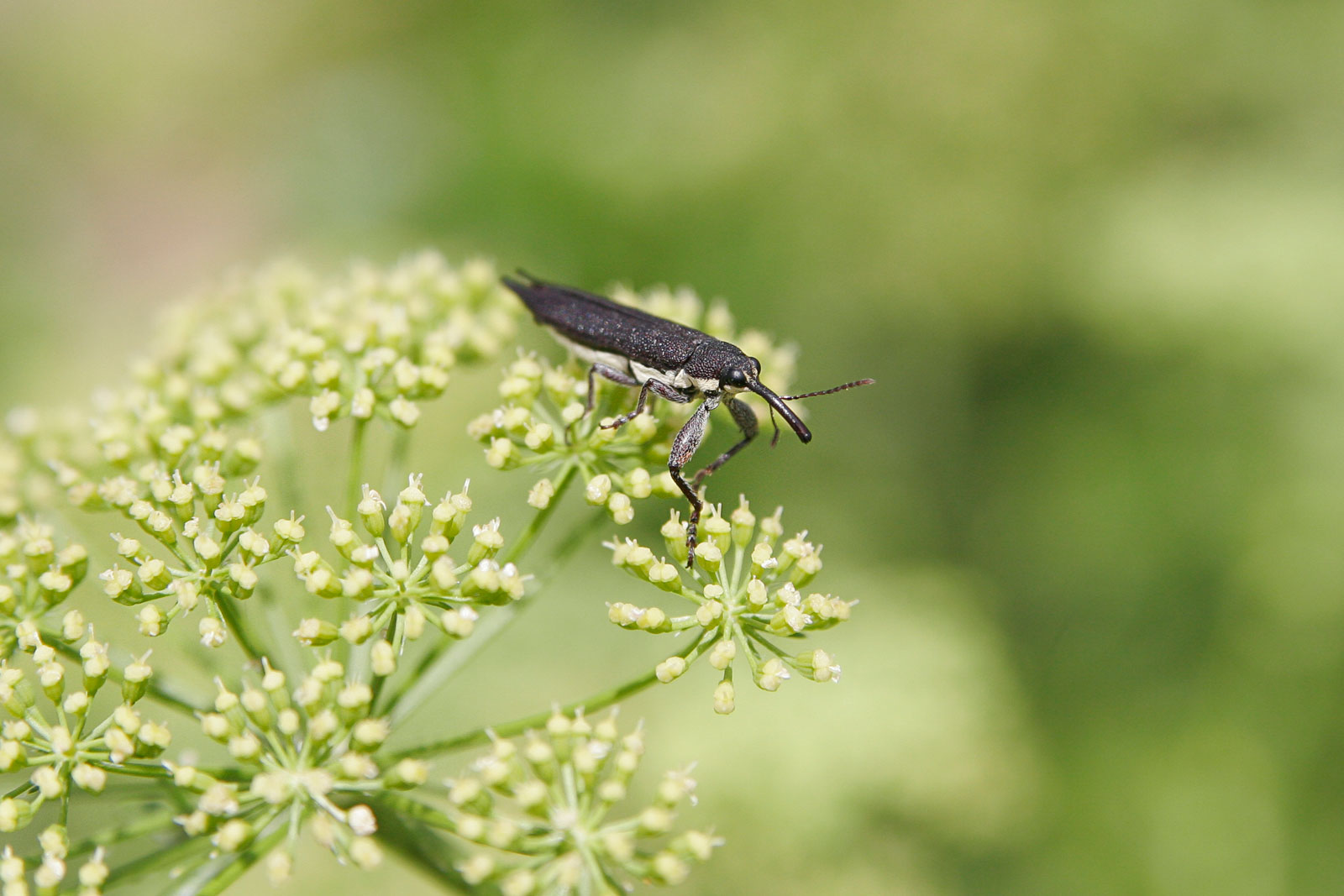
Un bélido  sobre flores de perejil
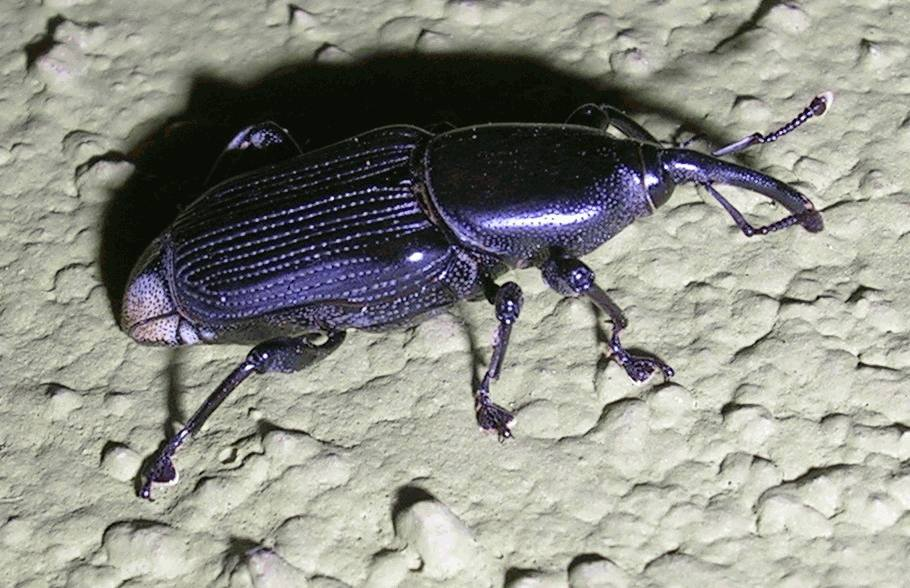
Un gorgojo (Curculionidae) de Bangalore, India
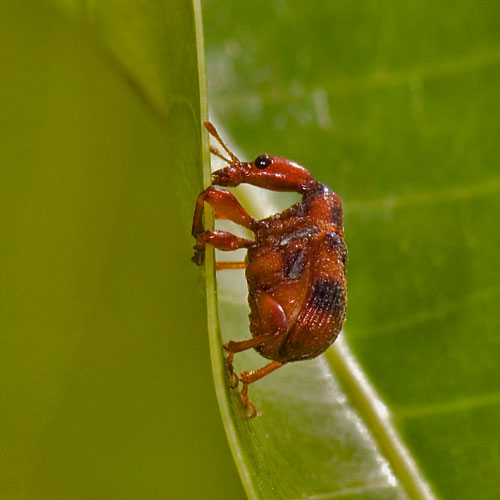
Un atelabido de la India
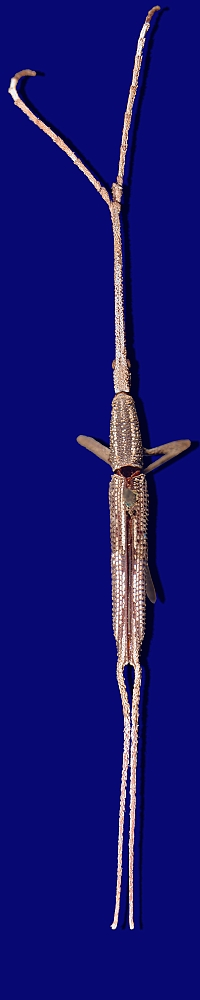
Diurus completus (Brentidae)

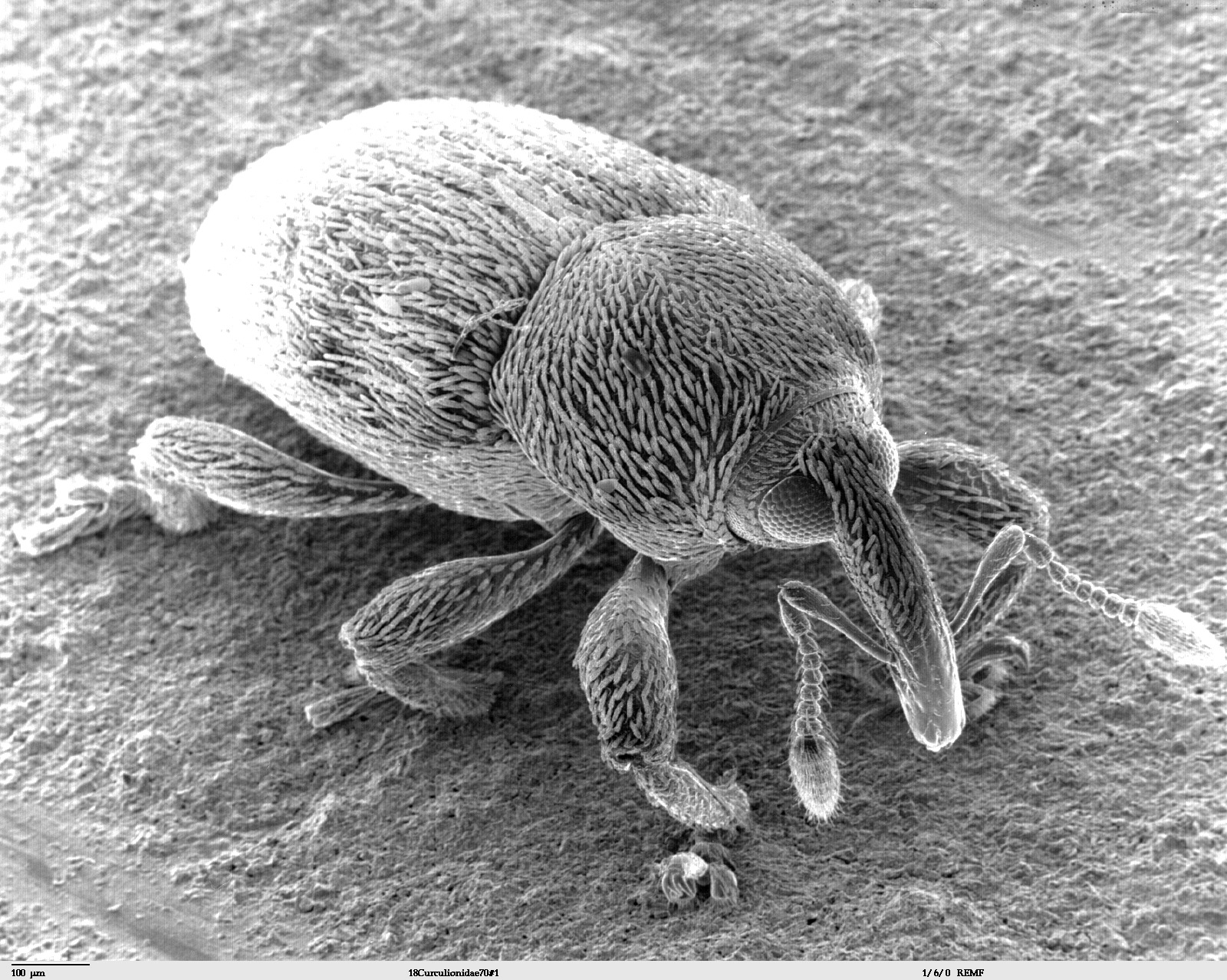
(Curculionidae)
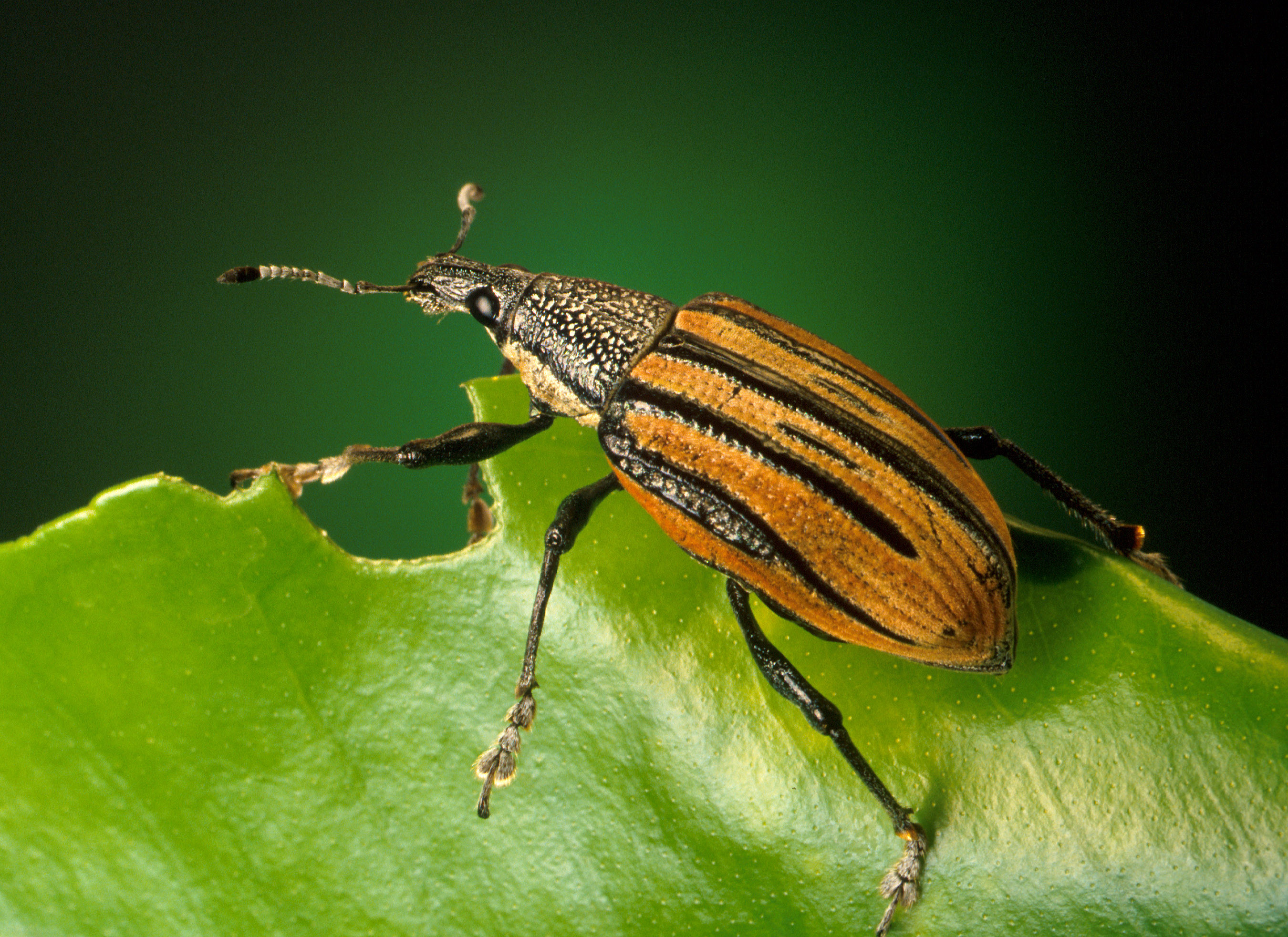
Diaprepes abbreviatus (Curculionidae)
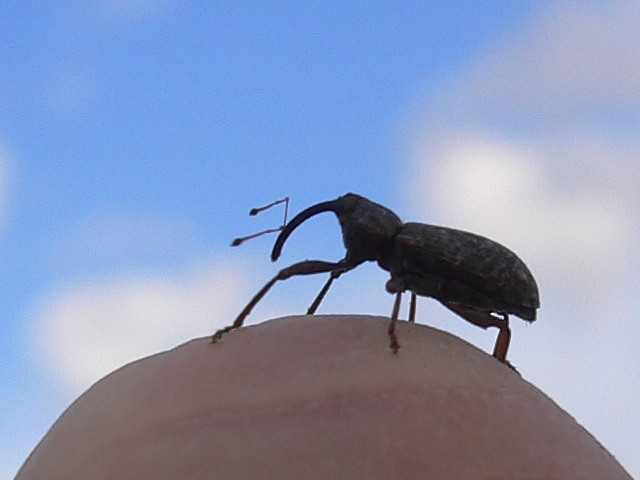
Dorytomus longimanus (Curculionidae)
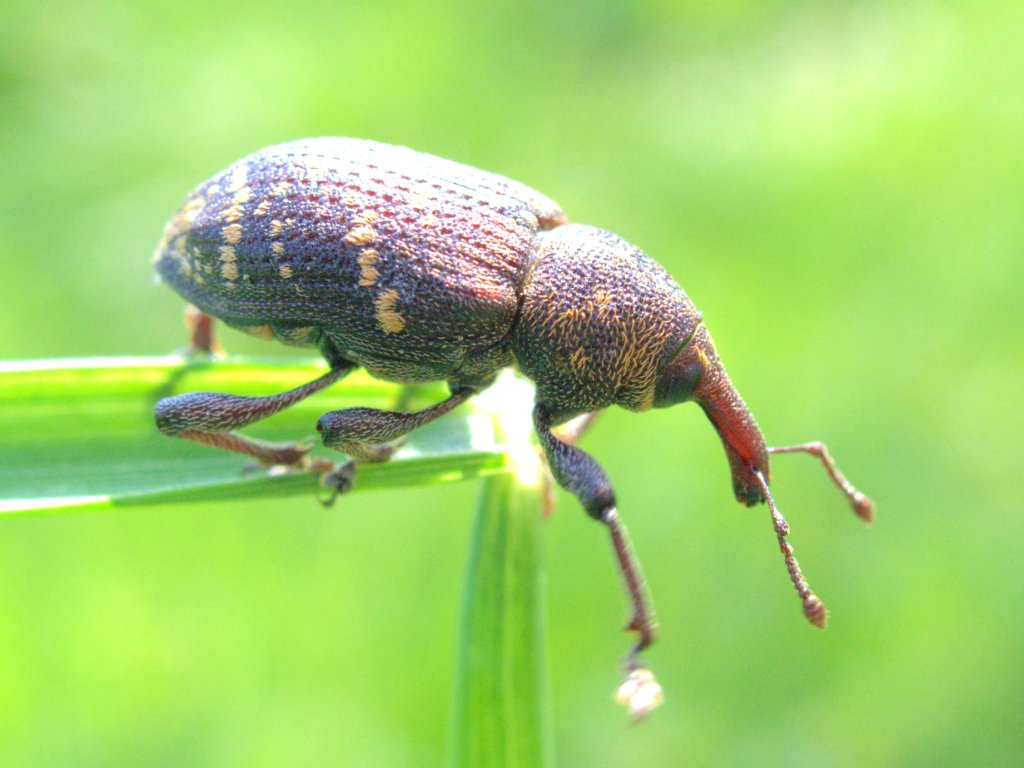
Hylobius abietis (Curculionidae)
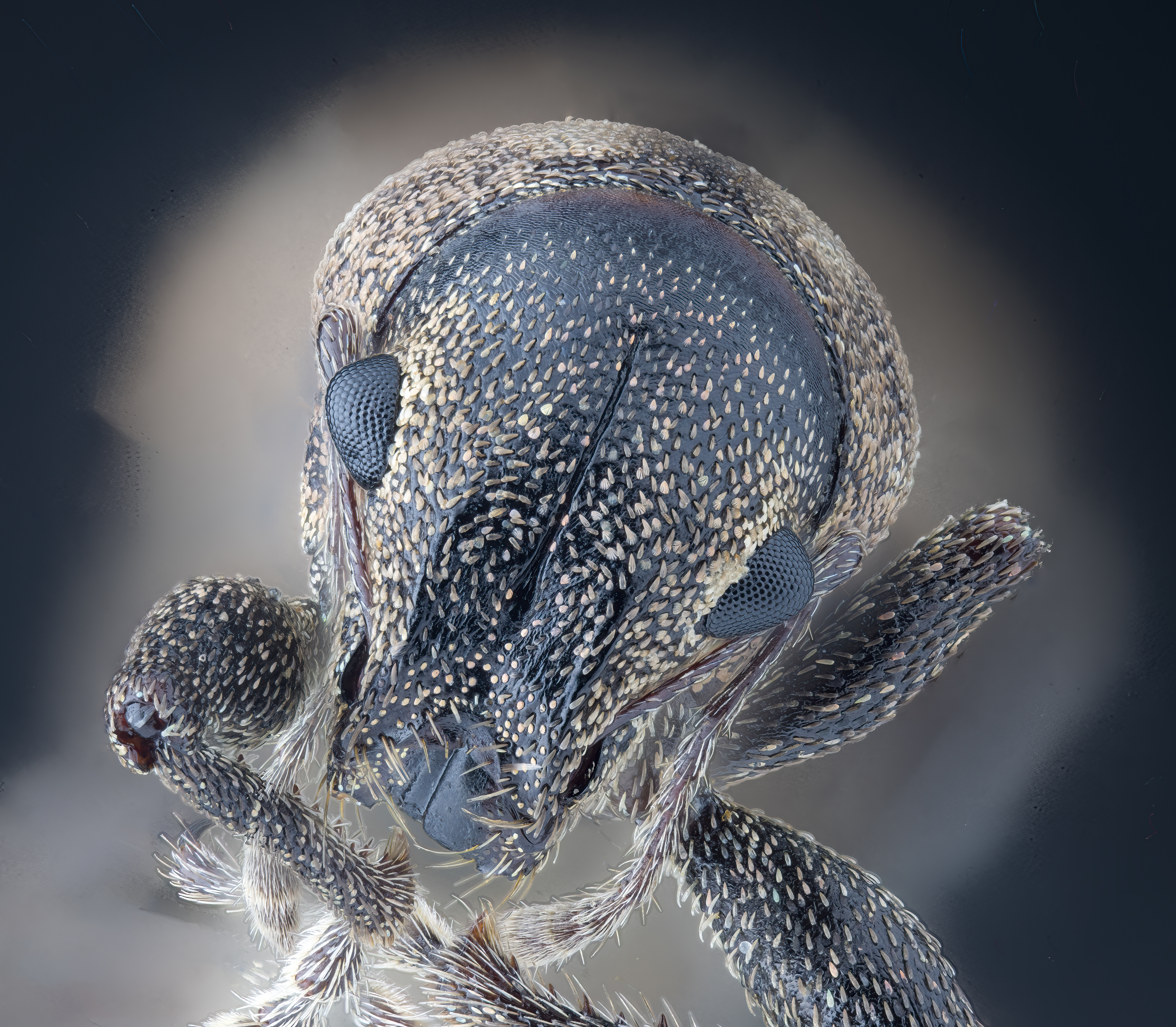
Gorgojo (Curculionoidea).